# 脇屋義治
脇屋 義治（わきや よしはる）は、南北朝時代の武将。脇屋義助の子。新田義貞の甥。

## 生涯
元弘3年（1333年）、父義助は義貞の挙兵に参加して活躍した。義治はまだ幼く、父の所領である新田荘脇屋郷に残留したと見られる。その後、上洛したと見られ、建武2年（1335年）、伯父の義貞が建武政権に反旗を翻した足利尊氏への追討令を下されると、父義助と共にその軍に加わった。箱根・竹ノ下の戦いでは父義助の大手軍に属し、足柄峠を目指した。戦闘では大友貞載、塩冶高貞らの寝返りにより、宮方が敗北し、京へ敗退した。その後、父や伯父と共に京をめぐる戦闘や、播磨の赤松円心攻め、湊川の戦いに参加する。
建武3年（1336年）、後醍醐天皇が足利尊氏と和議を結び、義貞が恒良親王と尊良親王を奉じて北陸に下ると、父義助と共に越前金ヶ崎城に入る。義治は瓜生氏の杣山城に入り、諸氏への働きかけを行ったまもなく金ヶ崎城は高師泰・斯波高経に包囲される。瓜生保と義治は援軍を組織し救援に向かうが失敗する。義貞、義助兄弟は援軍を組織するために金ヶ崎城から抜け出し、瓜生氏の下に身を寄せる。義貞は援軍を組織し包囲軍に攻撃をかけるが、救援に失敗し、金ヶ崎城は建武4年（1337年）3月6日落城した。同年夏頃に義貞は勢いを盛り返し、斯波高経を越前北部に追い詰めた。翌建武5年（1338年）閏7月2日に義貞が不慮の戦死を遂げると、北陸の宮方の総指揮を義助が執ることとなる。義治は義助と共に北陸経営を行うが、徐々に斯波高経が勢いを盛り返し興国2年（1341年）夏には杣山城が陥落し、越前の宮方は駆逐された。脇屋父子は美濃、尾張と落延び、吉野に入る。
興国3年（1342年）に義助と共に中国、四国の宮方の指揮を取るために伊予に下向する。しかし、下向直後の5月11日に義助は突然の発病により没した。
義治は里見氏の所領がある越後波多岐荘や妻有荘に向かい、義貞の次男義興、三男義宗らと合流して東国で活動するようになる。
『廣智國師語録』や『参考太平記』によると、興国5年（1344年）4月4日に義治は児島高徳に擁され、京都で挙兵しようとするもそれが発覚して撃たれたため、信濃国に逃れたという。
正平7年（1352年）、観応の擾乱と正平の一統で混乱する室町幕府に対し、南朝が一斉に蜂起した。畿内では北畠顕信、千種顕経、楠木正儀が直義派残党も糾合し、足利義詮を破り、京を奪還した。それに呼応して義宗、義興と義治は宗良親王を奉じて上野国で挙兵した。同時に信濃では征夷大将軍宗良親王も挙兵し、一斉に鎌倉目指して進撃する。宮方には北条時行の他、直義派残党の上杉憲顕も加わり、鎌倉を一時的に占拠するが、結局敗れ、宗良親王は信濃に、義宗、義興、義治らは越後へそれぞれ逃れたが、北条時行は捕縛されて処刑された（武蔵野合戦）。
「市河家文書」には、義治と思われる人物が、正平11年（1368年12月に、旧直義党の市河備前権守経高に「10月21日に義治が高井郡に陣取った際に、経高が敵を打ち負かしたこと」や「同月23日に小菅寺での合戦に従軍したこと」、「同月28日に平林（現: 長野県下高井郡野沢温泉村平林）での合戦に従軍したこと」に対して感謝を述べたという記録が残されており、南信の大河原だけでなく、北信にも南朝方の拠点を築こうとしたことがわかる。
正平23年（1368年）に足利義詮、基氏が相次いで没すると、義宗と義治は再度上野、越後国境周辺で挙兵するが、上野沼田荘で敗れ、義宗は戦死し、義治は出羽に逃走した。
「市河家文書」には、義治と思われる人物が、「延文5年（1360年）比」に、市河十郎左衛門尉という人物に対して送った軍勢催促状が残されている。「延文」という元号からもわかるように、この頃には市河氏は北朝方に帰順しており、南朝方と距離が出来てしまっていたと考えられる。
その後の消息については不明であるが、伊予国温泉郡に逃れたとの伝承や、明徳年間（1390～94）丹波に逃れたとの伝承、陸奥の伊達持宗が応永21年（1413年）に挙兵した際、義治を押し立てて稲村・篠川両御所を襲撃したとの説もある。しかし、1370年代から義治の子義則が単独で活動をするため、その頃には没していたと見られる。
没年に関しては、建徳2年（1371年）6月13日死去（享年45）とする説、天授3年（1377年）死去（享年51）とする説、応永14年（1407年）死去（享年85）とする説などがある。
大正4年（1915年）、正四位を追贈された。